# غيلبرت ليفينغستون (سياسي)
غيلبرت ليفينغستون (بالإنجليزية: Gilbert Livingston)‏ هو سياسي أمريكي، ولد في 17 ديسمبر 1742، وتوفي في 14 سبتمبر 1806. انتخب عضو جمعية ولاية نيويورك.